# カイトアンサ
『カイトアンサ』（KAITO×ANSA）は、2017年7月より9月まで放送された日本の短編テレビアニメ作品。10分枠放送。謎解きアニメ『ナゾトキネ』と世界観を共有する新作アニメとして発表された。
AnimeJapan2017にて「立川観光協会推薦 謎解きスペシャルチャレンジャー」に任命された天龍源一郎がテンテン役として声優を務める。また、同年4月から6月にかけてライブストリーミングサイト兼アプリであるSHOWROOMにてゲスト声優出演権をかけたオーディションを実施していた。
twitter公開オーディションで選ばれた声優が、広報活動のほか、謎の覆面集団「Qバスターズ」としてアニメにも出演していた。メンバーは、安東心（バスタープリンス役）、峯田大夢（バスターナイト役）、川上晃二（バスターファーマー役）の3人。
ナレーションはチョーが担当。

## ストーリー
危機に直面した立川の街を救うため、阿園魁斗と有進杏茶はQフォーマーへと変身する任務を与えられる。そして16臣封の出題する16の謎を時間内に解くことになった。

## 登場人物

### Qフォーマ―
阿園 魁斗（あえん かいと）
声 - 加藤和樹
映像制作会社に勤務。24歳。たまたま近くで解音の謎解きを見ていたため、ハッチンに救世主Qフォーマーに選ばれる。解音の事を「ハニー」と言い張っているが、当の本人には否定されている。
有進 杏茶（ありしん あんさ）
声 - 櫻井孝宏
役者の卵。24歳。魁斗と共にハッチンに救世主Qフォーマーに選ばれる。第10話で洗脳光線を浴びる。
網野 解音（あみの ときね）
声 - 原奈津子
『ナゾトキネ』の主人公。Qフォーマーとしては魁斗と杏茶の先輩にあたる。第4話で日向と交代で北口攻略のために別れるが、第9話で魁斗等のピンチに駆けつけ、再会する。
北口攻略で戦い、謎を解いている。TEN2社長秘書。
宝川 日向（たからがわ ひなた）
声 - 新田恵海
『ナゾトキネ』『泉極志』の登場人物。最近みなかみ町のQフォーマ―となった。Qフォームは『泉極志』における転身スタイルに準拠。
黒霧 悠（くろむ ゆう）
声 - 小野大輔
解音とは親友だったが立川消滅を企てる敵として立ちふさがる。かつては立川市を守るQフォーマーであり、洗脳された振りをしていた。

### Qマノイド
ハッチン
声 - 徳井青空
『ナゾトキネ』にも登場した謎の生物、多摩地区担当のQマノイド。
捕まり、テンテンによって拷問されている。
ヨッチン
声 - 鈴村健一
ハッチンの先輩にあたる東京を統括しているQマノイド。プクプクとテンテンによって操られる。
プクプク / テンテン
声 - 諏訪部順一（プクプク）、天龍源一郎（テンテン）
謎の生物。それぞれ、悪知恵・暴力の化身。テンテンの方は台詞にテロップが付く。

### Qバスターズ
Qバスターヘッド（キューバスターヘッド）
声 - 下野紘
「Qバスターズ」の筆頭格。Qフォーマ―の失敗で生まれるネガティブエネルギーを回収する仕置人。当初は不正解をするごとに罰を与えていたが、途中から直接妨害をするようになる。
バスター大谷
声 - バスターナイト
不正解すると現れプロレス技をかける覆面レスラー。
QバスターP、QバスターN、QバスターF
声 - バスタープリンス、バスターナイト、バスターファーマー
妨害役のQバスターズ達。
碇帽子屋、山岳ウサギ
声 - 笠間淳（碇帽子屋）、木島隆一（山岳ウサギ）
テンテンに協力するイケメン。
万海虎
声 - 小山めぐみ
第12話でQバスターズと行動するジャージ姿の女性。

### 16臣封
ヤリ筋 瓜島（ヤリきん うりしま）
声 - 濱野大輝
錦第二公園担当。
三鷹 琴美（みたか ことみ）
声 - 佐藤聡美
富士見町担当浅見商店、自販機と共に登場したエレクトーンマスター。指でコインを撃ち出すことができ、無能力者をレベル0と呼ぶ。
升盛 桃輪（ますざかり とうりん）
声 - 鈴木崚汰
柴崎体育館担当。ボルダリングと共に現れる。だらけた雰囲気だが、ゆとり世代と言われると気分を害する。
貝柱 遊斬（かいばしら ゆうざん）
声 - 石塚運昇
羽衣町駄菓子のくりはら担当。16臣封イチの美食家。駄菓子屋で究極を名乗る資格はないと、山盛次郎（やまもり じろう、声 - 諏訪部順一）を追い出す。
帆茂田 寄道（ほもだ よりみち）
声 - 天﨑滉平
曙町立川競輪場担当。超速自転車部。自転車を変形させたようなものを着ている。アニメの予算の都合で100人のロードバイクは登場せず、ハンドルだけ持って疑似競輪する。
協力者は登マネージャー（声 - 根本流風）、卯土岐アンダルシア（声 - 鈴木崚汰）、才党清居（声 - 川部有紀）、冨赤亜未（声 - 村北沙織）。
転刃 千攻（てんば せんこう）
声 - 利根健太朗
高松町 立川女子高等学校担当。イカのような姿の人外教師。触手状の両手は「叔父の手」になっている。授業時間が終わるまでに自分をコロばぜなさいと宣言する。勝負が終わると人間の姿になった。
立女の生徒はカリーパフ麻夢（声 - 長久友紀）、赤岩誠（声 - 美乃えり）、月夜野峰（声 - 有野いく）、上牧清（声 - 野口衣織）、恵比寿ユズ（声 - 大原千明）、阿佐ヶ谷リツ（声 - 佐々木舞香）、登照宮（声 - 根本流風）、JK-B（声 - 陽菜菜々羽）。
矢川 来道
声 - 中井和哉
緑町 昭和記念公園みんなの原っぱ担当。不明生物応援本部事務局長。多摩モノレールでバジュラを倒すミッションを伝える。節電のためやる気スイッチをOFFにすることができる。
本人も知らなかった部下、電気鰻犬（声 - 利根健太朗）、節電気鰻猫・向山蛍（声 - 藤崎結朱）がいる。
ウッキーズ
砂川町 砂川中央地区東野球場担当。16臣封最強球団。チーム全員がサルの全身タイツを着ている。監督から胸を追いかける大切さを教えられている。 拳に変形したカイトが解音にフォーマーコネクトし放ったQヒップハンマーに倒される。
メンバーは監督・西川頭パン（にしかわとう パン、声 - 勝杏里)、ピッチャー・アニブ（声 - 石谷春貴）、一塁・シンジョウメ（声 - 笠間淳）、マネージャー・日野咲アイン（声 - 村北沙織）、レフト・イワキ、センター・赤球（声 - 諏訪部順一）、三塁・トノカ（声 - バスターファーマー）、ライト・タロー（声 - 木島隆一）。
ジョボジョボビッチ
声 - 斎賀みつき
泉町 ルーデンス立川ウエディングガーデン担当。16臣封D特殊部隊。ジョボジョボビッチのDウィルスにかかると中二病になる。
上杉矢尚
声 - 田代哲哉
TEN2ビル担当。TEN2社長。アーマーを着ている。
ジャックスパサブロウ
声 - 三木眞一郎
諏訪神社担当。洗脳されたガチオウジ市市長、ネガティブエネルギーを詰めたバケツと共に降ってきた。

## スタッフ
- 原作・脚本・絵コンテ・監督 - 福士直也
- シリーズ構成 - 加藤公平
- 演出 - 戸田武志
- キャラクターデザイン - 高野ひとみ、加藤優依、高柳江利菜
- 謎解き制作協力 - ぺよん潤、森田貴則
- 謎解き監修 - あそびファクトリー
- 総作画監督 - 鈴木美音織
- 撮影監督 - 大見有正
- 音楽 - 高橋伸明、ティーイベ、藪中博章
- 音響監督 - 本山哲
- プロデューサー - 中津川輝、君島すみれ、高木隆行
- 色彩設計・撮影・アニメーション制作 - 天狗工房
- 協力 - プロレスリング・ノア、やおきん、立川競輪場
- アニメーション制作協力 - デジタルネットワークアニメーション
- 製作 - カイトアンサ製作委員会

## 主題歌
「星の数だけ」
256によるオープニングテーマ。作詞は池田光と前田亘輝、作曲は池田光、編曲は256とsusumu-k。
「AGAKU」
SuGによるエンディングテーマ。作詞は武瑠、作曲はyuji、編曲はkanadeYUK。
「キセキ」
第9話の挿入曲。作詞・作曲はGReeeeN。
「Dimension sky」
第9話の挿入歌。作詞・歌は藤崎結朱、作曲・編曲は闇天狗。
「Bright -forever-」
第12話の挿入曲。作曲は奥山アキラ、藤末樹。

## 各話リスト
| 話数 | サブタイトル | 脚本              | 作画監督   |
| ---- | ------------ | ----------------- | ---------- |
| Q1.  | おはなし     | 福士直也          | 鈴木美音織 |
| Q2.  | 鼻水         | 福士直也          | 小池恵     |
| Q3.  | エロス       | 加藤公平          | 鈴木美音織 |
| Q4.  | ゆとり       | 加藤公平 福士直也 | 小池恵     |
| Q5.  | 駄菓子       | 加藤公平 福士直也 | 鈴木美音織 |
| Q6.  | よわむし     | 加藤公平 福士直也 | 小池恵     |
| Q7.  | 退学         | 加藤公平 福士直也 | 鈴木美音織 |
| Q8.  | カヲス       | 加藤公平 福士直也 | 小池恵     |
| Q9.  | ナイフ       | 加藤公平 福士直也 | 河野しおり |
| Q10. | 裏切り       | 加藤公平 福士直也 | 小池恵     |
| Q11. | バトル       | 加藤公平 福士直也 | 河野しおり |
| Q12. | 筋書         | 加藤公平 福士直也 | 鈴木美音織 |

## 放送局
| 放送期間                | 放送時間                     | 放送局       | 対象地域       | 備考                        |
| ----------------------- | ---------------------------- | ------------ | -------------- | --------------------------- |
| 2017年7月12日 - 9月27日 | 水曜 20:10 - 20:20           | AT-X         | 日本全域       | CS放送 / リピート放送あり   |
|                         | 水曜 22:00 - 22:10           | TOKYO MX     | 東京都         |                             |
| 2017年7月13日 - 9月28日 | 木曜 0:10 - 0:20（水曜深夜） | とちぎテレビ | 栃木県         |                             |
| 2017年7月17日 - 10月2日 | 月曜 0:40 - 0:50（日曜深夜） | BSフジ       | 日本全域       | BS放送 / 『アニメギルド』枠 |
|                         | 月曜 2:10 - 2:20（日曜深夜） | 西日本放送   | 岡山県・香川県 |                             |

| 配信開始日    | 配信時間        | 配信サイト                                |
| ------------- | --------------- | ----------------------------------------- |
| 2017年7月12日 | 水曜 22:00 更新 | GYAO!                                     |
| 2017年7月13日 | 木曜 12:00 更新 | dアニメストア dTV FOD ひかりTV アニメ放題 |

## 関連商品

### DVD
2017年11月15日にDVD（企画品番：YESC-1017）が発売。

### CD
| 発売日         | タイトル                                             | 規格品番  |
| -------------- | ---------------------------------------------------- | --------- |
| 2017年9月13日  | QUIZUN THE WORLD VOL.1阿園魁斗（CV:加藤和樹）編      | YESC-1014 |
| 2017年10月11日 | QUIZUN THE WORLD VOL.2黒霧悠（CV:小野大輔）編        | YESC-1015 |
| 2017年11月15日 | QUIZUN THE WORLD VOL.3Qバスターヘッド（CV:下野紘）編 | YESC-1016 |

## コラボレーション
- カラオケ本舗まねきねこ - コラボドリンク提供店舗にてオリジナルドリンクを提供
- 遥かなる異郷 グランヴィリア - 2017年7月より、ゲーム内で魁斗のカードを貰えるコラボを実施[6]
- 神の手 - 2017年9月より、コラボグッズが数量限定で景品になった[7]
- 繁盛プロジェクト 「デジスタ」 - 2017年10月～11月、立川市内8ヶ所で、「カイトアンサ スタンプラリー」を開催。[8]